# Tina Bru

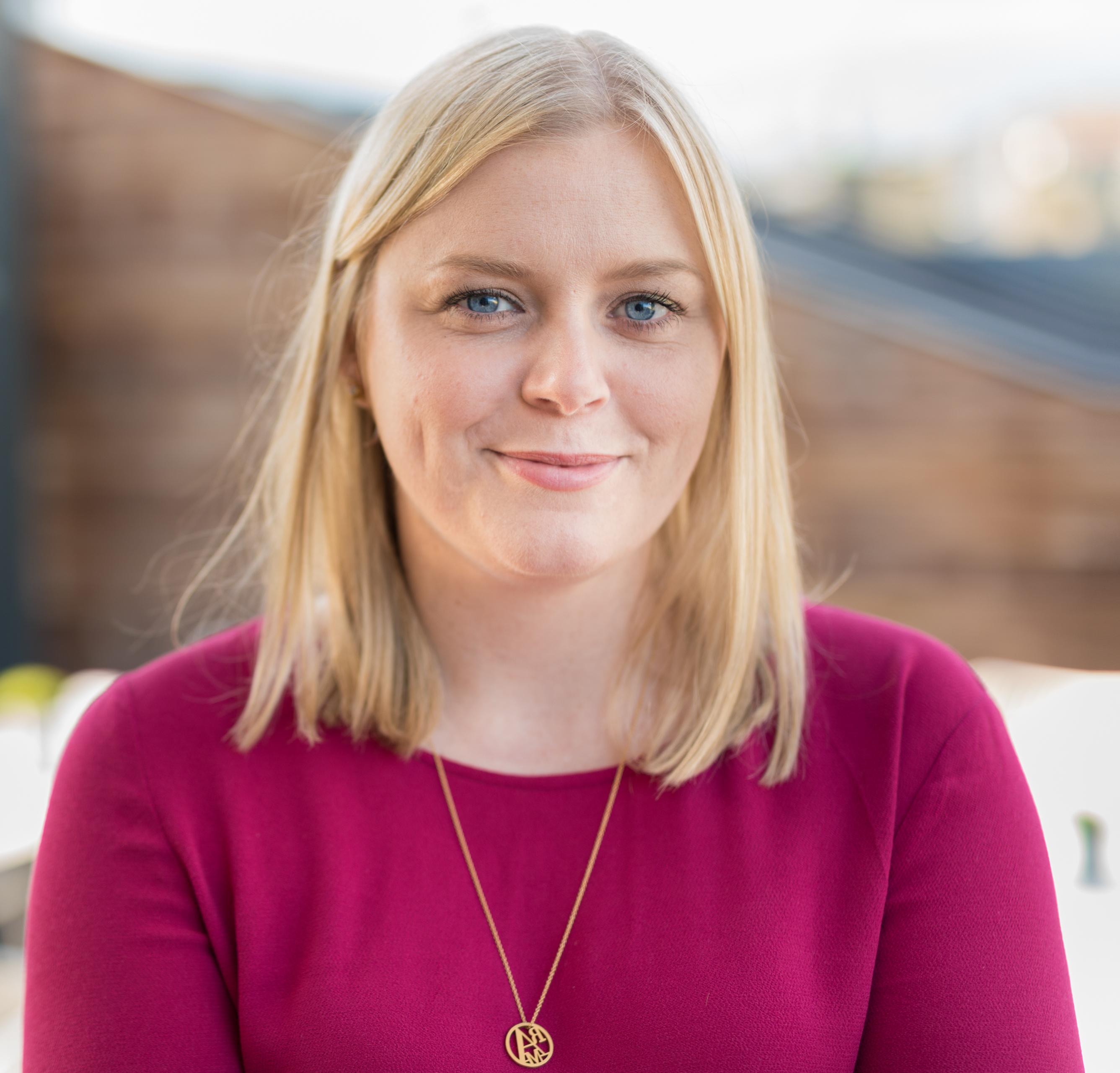
Tina Bru, 2017

Tina Bru (* 18. April 1986 in Moss) ist eine norwegische Politikerin der konservativen Partei Høyre. Seit 2013 ist sie Abgeordnete im Storting, von Januar 2020 bis Oktober 2021 war sie die Erdöl- und Energieministerin ihres Landes. Im September 2020 wurde sie stellvertretende Vorsitzende ihrer Partei.

## Leben
Bru studierte ein Jahr lang Religion an der Universität Stavanger und erhielt am Standort Stavanger einen Bachelorabschluss in Management von der BI Norwegian Business School. Sie stand von 2008 bis 2009 der Jugendorganisation Unge Høyre in der Provinz Rogaland vor, bis 2010 war sie zudem Mitglied im Landesvorstand. Im Jahr 2011 wurde Bru als Abgeordnete in das Fylkesting von Rogaland und in den Stadtrat von Stavanger gewählt. Bei der Parlamentswahl 2013 zog Bru erstmals in das norwegische Nationalparlament Storting ein. Dort vertritt sie den Wahlkreis Rogaland und wurde Mitglied im Energie- und Umweltausschuss. Im Januar 2016 übernahm sie dort den stellvertretenden Vorsitz. Auch nach der Wahl 2017 verblieb sie in dieser Position.
Am 24. Januar 2020 wurde sie zur neuen Ministerin für Öl und Energie in der Regierung Solberg ernannt. Sie übernahm dabei das Amt von Sylvi Listhaug, einer Politikerin der Fremskrittspartiet (FrP), nachdem die FrP die Regierung verließ. Am 11. September 2020 wurde sie zur zweiten stellvertretenden Parteivorsitzenden gewählt, es waren nach Bent Høies Rückzug von diesem Posten keine Gegenkandidaten angetreten. Ihre Amtszeit als Öl- und Energieministerin endete mit dem Abtritt der Regierung Solberg am 14. Oktober 2021.
Nachdem sie als Mitglied der Regierung ihr Mandat im Storting hatte ruhen lassen müssen, kehrte sie im Oktober 2021 in das Parlament zurück. Dort wurde Bru stellvertretende Vorsitzende des Finanzausschusses. Im April 2024 gab sie bekannt, dass sie bei der Stortingswahl 2025 nicht mehr erneut kandidieren werde.

## Positionen

### Kernkraft
Nach ihrer Ernennung zur Öl- und Energieministerin teilte sie am 19. Februar 2020 mit, dass es keinen Ausbau der Kernkraft in Norwegen geben soll. Zuvor hatten dies regionale Verbände ihrer Partei gewünscht.

### Erdöl- und Erdgasgewinnung
Am 6. Februar 2020 äußerte Bru, dass es keinen Nutzen hätte, wenn Norwegen seine Öl- und Gasförderung einstelle. Die Produktion würde sonst lediglich in ein anderes Land verlagert werden. Bru gab dabei an, sie nähme dabei die gleiche Position wie ihre Vorgängerin, die FrP-Politikerin Sylvi Listhaug, ein, da beide mit der gleichen Regierungsvereinbarung arbeiten. Sie sei jedoch für die Einhaltung der Klimaziele. Am 3. April 2020 gab ihr Ministerium bekannt, dass an 36 neuen Orten nach Öl gesucht werden soll. Bru erklärte, dass dies für die Planung der Zukunft nötig sei.